# Francis Gymnasium
Das Francis Gymnasium ist eine Sporthalle auf dem Campus der Washington University in St. Louis.

## Geschichte

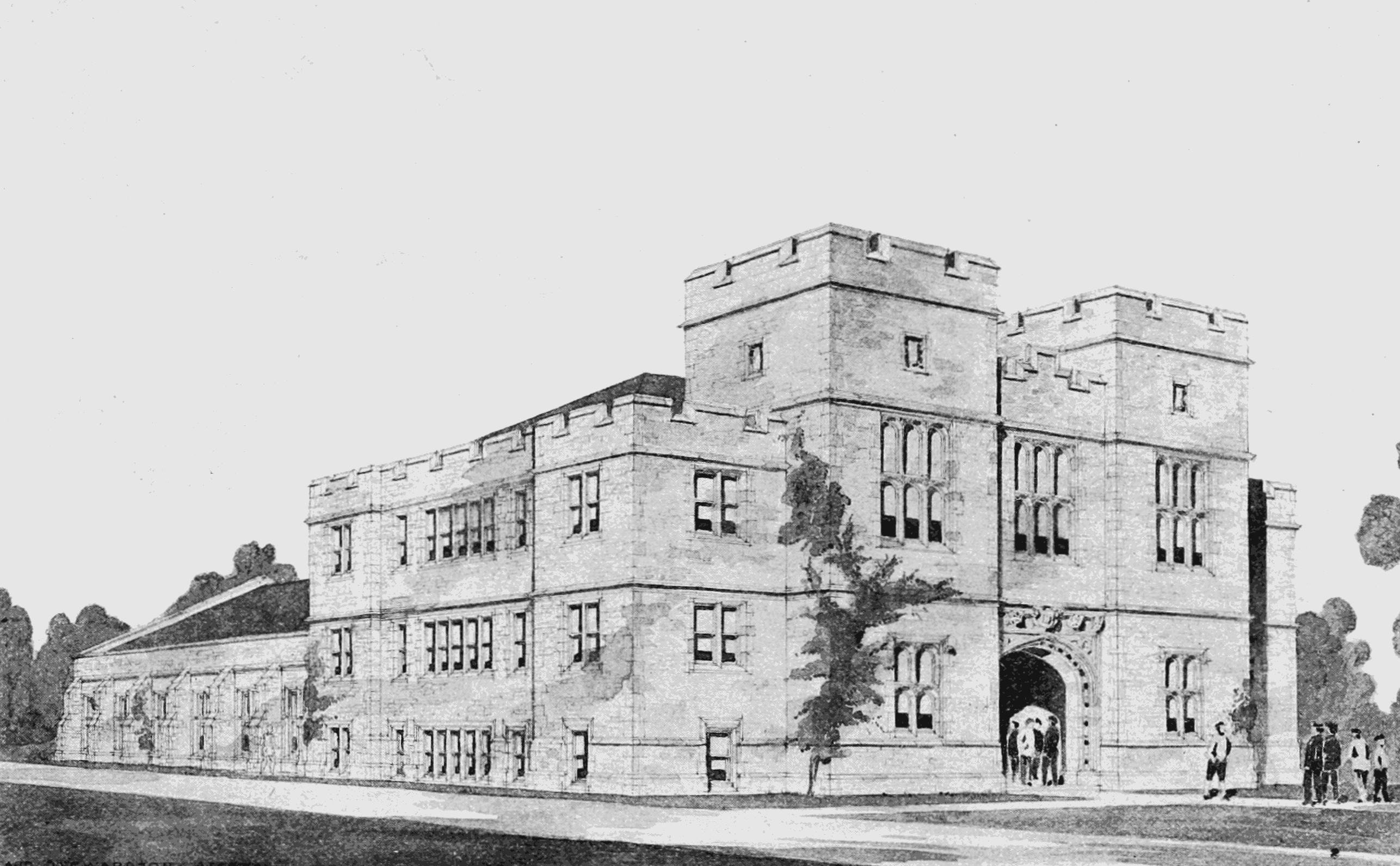
Das Francis Gymnasium Anfang des 20. Jahrhunderts

Das Francis Gymnasium wurde 1903, am westlichen Rand der US-amerikanischen Stadt St. Louis auf dem Danforth Campus der Universität, erbaut. Es befindet sich in unmittelbarer Nähe zum Francis Field. Fertiggestellt wurde das Gebäude zu Weltausstellung 1904. Während den Olympischen Sommerspielen 1904 war die Halle Wettkampfstätte der Fecht- und Boxwettbewerbe.
Seit Ende der Olympischen Spiele wird die Halle von der Leichtathletikabteilung der Washington University genutzt. In den frühen 1920er Jahren wurden neben dem Francis Gymnasium eine weitere Sporthalle und ein Schwimmbad erbaut. 1985 gab es eine umfassende Renovierung und die Halle wurde mit der angrenzenden Halle und weiteren Flächen des Komplexes verbunden. Des Weiteren wurde das kleine Schwimmbad durch ein größeres Becken ersetzt.